# Neomphalus
Neomphalus is een geslacht van weekdieren uit de klasse van de Gastropoda (slakken).

## Soort
- Neomphalus fretterae McLean, 1981